# Dorfkirche Goßmar (Sonnewalde)

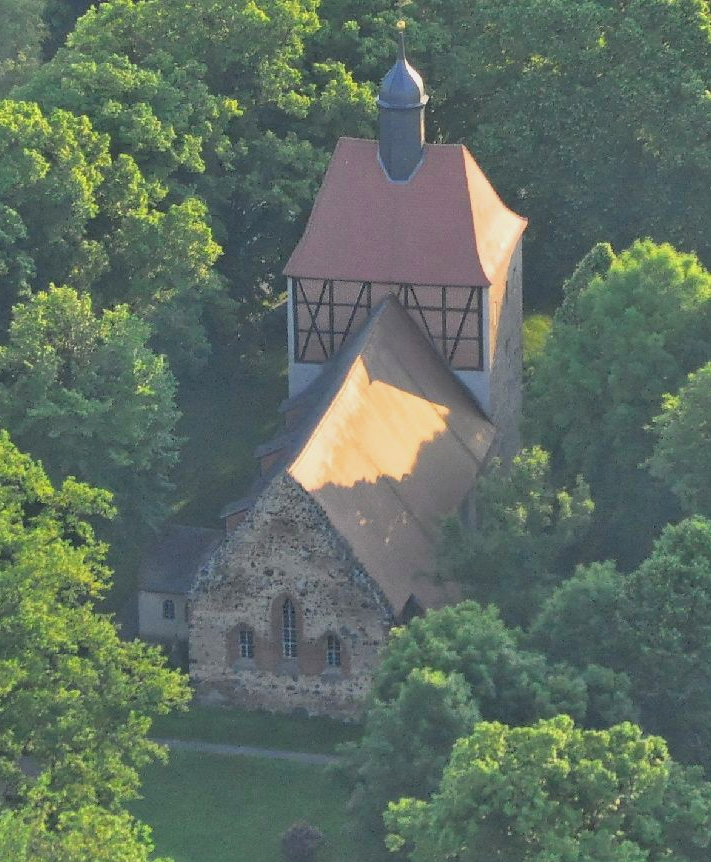
Dorfkirche Goßmar (Sonnewalde)

Die evangelische, denkmalgeschützte Dorfkirche Goßmar (Sonnewalde) steht in Goßmar, einem Ortsteil der Stadt Sonnewalde im Landkreis Elbe-Elster in Brandenburg. Die Kirche gehört zur Kirchengemeinde Görlsdorf im Pfarramt Langengrassau im Kirchenkreis Niederlausitz der Evangelischen Kirche Berlin-Brandenburg-schlesische Oberlausitz.

## Beschreibung
Die Feldsteinkirche wurde im Kern in der ersten Hälfte des 14. Jahrhunderts erbaut, die ältesten Bauteile stammen aus einer Holzkirche aus der zweiten Hälfte des 13. Jahrhunderts. Der querrechteckige Kirchturm im Westen ist jüngeren Datums. Die Kirche wurde 1672 erneuert. Dabei wurde ein Anbau auf der Südseite des Langhauses errichtet. Außerdem wurde der Kirchturm erhöht und mit einem Walmdach bedeckt, aus dem sich ein achteckiger Dachreiter erhebt, auf dem eine Glockenhaube sitzt, der nach einem Brand 1884 erneuert werden musste.
Das Erdgeschoss des Kirchturms ist quer mit einem Tonnengewölbe überspannt. Das erneuerte Tonnengewölbe des Langhauses überspannt den Innenraum mit den doppelstöckigen Emporen an drei Seiten. Der Kanzelaltar entstand um 1650. In der Predella ist das Abendmahl dargestellt. Im Altarauszug sind übereinander die Auferstehung und die Himmelfahrt gemalt. In den Brüstungen der Kanzel gemalt Bindung Isaaks, die Anbetung der ehernen Schlange und die Leidenswerkzeuge dargestellt. Die Orgel auf der oberen Empore hat zwölf Register auf zwei Manualen und Pedal und wurde 1913 als Opus 92 von Alexander Schuke Potsdam Orgelbau hinter den Prospekt der 1756 von Matthäus Claunigk errichteten Vorgängerorgel gebaut. Eine Restaurierung erfolgte 2021.